# ドッコイセ福知山花火大会
福知山HANABI（ふくちやまはなび）は、京都府福知山市の由良川音無瀬橋河畔で開催されている花火大会。

## 概要
1932年（昭和7年）より行われ、2011年（平成23年）には11万人を超える見物人が詰め掛けるなど北近畿地区では最大級の花火大会と称されていた。
京都府下でも1959年までは最大の規模であったが、翌1960年に宇治市中心部で宇治川花火大会が開催されてからは「京都最大の花火大会」の称号をそれに譲ったものの、それでも毎年10万人を超える人出で賑わい、その倍の20万人を越えることもあった宇治川花火大会に次ぐ人出を誇っていた。また、その規模ゆえに、ドッコイセ福知山花火大会と宇治川花火大会を総称して「京都2大花火大会」と称されていた。
「ドッコイセ」とは福知山の伝統無形文化財である「福知山踊り」の囃子からきており、明智光秀が福知山城を築く際人夫たちがこの掛け声で資材を運んだと言われている。
祭りは午前中に御霊神社の神事から始まり、その後神輿が町中を練り歩く。1,500もの灯篭流しが行われると花火が始まり、二尺玉やスターマインなど総勢6,000発の花火が1時間半にわたり打ち上げられる。また、由良川河川敷には花火大会の観覧者のために300もの屋台が立ち並ぶ。
ドッコイセ福知山花火大会は福知山ドッコイセまつり前半戦のメインイベントとされていた。福知山ドッコイセまつりは14日から16日の前半、翌週の後半とに分かれており、14日にはオープニングイベント、16日には「子ども大会」が開催。後半は福知山踊りが催され、「ドッコイセ」の掛け声とともに福知山駅から市内の広小路を練り歩く。

## 露店爆発事故の発生による無期限開催休止とその解除による再開
2013年8月15日19時30分頃死傷者を伴う爆発事故が発生した。死亡者3名、負傷者59名を出す惨事となった。この影響で2014年度の当大会は同年春の段階で中止が決定し、2015年以降も開催を取りやめていたが、2016年に地元のNPO法人E grows(イーグローズ)によって事故があった河川敷で花火の打ち上げが行われた。しかし遺族らから「時期尚早」「被害者の心情に配慮すべき」という意見があり、2017年については開催しない方針となった。
このため、京都府での大規模の花火大会は、2013年当時宇治市で開催されていた「京都2大花火大会」のもう片方である宇治川花火大会のみとなったが、これもこの事故の影響を受けて2017年まで中止した。当初2017年は規模を大幅縮小して開催する予定だった が、交通渋滞の問題や観客動員誘導などの警備上の問題などから、2017年度内の開催は断念し、当面の間開催再開を見合わせて事実上廃止にする可能性を示唆しその後、宇治市は安全対策上の理由から、2017年12月7日に正式に宇治川花火大会の廃止を決定した。
これにより、京都府内での大規模花火大会は事実上消滅と思われていたが、入れ違いに2018年より京都市伏見区で「京都芸術花火」が開催されることとなったため、曲がりなりにも大規模花火大会が継続されることとなった。ただし、この京都芸術花火は、文化庁の京都移転を記念して始まったものであるため、京都2大花火大会の代替としての開催ではない。また、これとは別に、その後2019年に亀岡市で開催されている亀岡平和祭保津川市民花火大会が打ち上げ数を約8,000発（2023年より約10,000発）に増やし、同大会に次ぐ規模の大規模花火大会に昇格している。
その後長らく福知山市内で花火大会は開催されていなかったが、2024年に福知山市が「花火大会に関する福知山市の考え方」を発表し、また市民の大多数の同意を得たことにより、規模を縮小した上での事実上の再開が決まり、同年8月に約2,000発の花火を打ち上げるDOKKOISE福知山HANABI2024が開催された。これにより、無期限休止期間は11年で解除された。
なお、当面休止ではなく無期限休止の扱いとしたのは、主催者と市民との協議と開催の同意が必要であった理由によるものである。

## 交通アクセス
- 西日本旅客鉄道（JR西日本）・京都丹後鉄道福知山駅より徒歩10分。
- 舞鶴若狭自動車道福知山ICより車5分。

花火大会当日は交通規制がかかり京都交通や福知山市内自主運行バスの路線も運休となる。マイカー等で来た場合は河川敷周辺に約2000台の駐車スペースがあるほか、市内の小学校や市営球場の駐車場へ案内されることがある。